# Alexandre Delgado
Alexandre Delgado (* 8. Juni 1965 in Lissabon, Portugal) ist ein portugiesischer Komponist, Dirigent, Musikkritiker, Musiktheoretiker, Geiger und Musikredakteur mit dem Schwerpunkt auf Kammer- und Orchestermusik.

## Leben und Wirken
Er ist der Ururenkel des Komponisten Carlos de Andrade. Delgado studierte Violine und Musik an einer Musikhochschule für Kinder und Jugendliche in Portugal von 1978 bis 1985 sowie bei dem Komponisten Joly Braga Santos von 1981 bis 1985.
Mit sechzehn Jahren schrieb er seine erste Komposition "Preludio", sie wurde 1982 vom RDP Orquestra Sinfonia aufgeführt. 1982 machte er seinen Abschluss in Musikwissenschaften in Lissabon; von 1986 bis 1989 studierte er Komposition und Violine in Nizza, seinen Abschluss machte er darin 1989 unter Jacques Charpentier.
Als Geiger war er Mitglied im Jugendorchester der Europäischen Union von 1988 und 1989 unter der Leitung von Claudio Abbado und Zubin Mehta sowie im Gulbenkian Orquestra von 1991 bis 1995. Außerdem war Mitbegründer des Quarteto Lacerda, das nach dem Komponisten Francisco de Lacerda benannt ist.
Delgado hat an diversen Kompositions- und Musiknachwuchswettbewerben teilgenommen, so in Wales, London, Maastricht und Mexiko-Stadt.
In Deutschland wurde seine Kammeroper "O Doido e a morte" nach einer Erzählung von Raul Brandão 1994 bis 1996 am Theater am Halleschen Ufer in Berlin aufgeführt.
Als Musikkritiker war er für die Zeitung Publico von 1991 bis 2001 tätig.
Seit 2002 ist er Künstlerischer Leiter des Festival de Musica de Alcobaça.
Musikwissenschaftlich beschäftigte er sich mit Symphonik in Portugal, dazu schrieb er das Buch "A sinfonia em Portugal", (Die Symphonische Musik in Portugal), 2002 und forschte über den Komponisten Luís de Freitas Branco.
Er ist Mitglied des Moscow Piano Quartets und seit 2014 Professor für Violine an der Musikhochschule von Lissabon und außerdem seit 1996 als Musikredakteur für Antena 2, einem Radiosender, tätig.

## Werke (Auswahl)
- Preludio, 1981.
- Antagonia, 1993.
- O Doido e a morte, (Kammeroper), 1994.
- Concerto para Viola e orquestra, 2000.
- Tresvariações, 2001
- Quarteto de Cordas, 2001.
- Poema de deus e de diabo, 2002.

## Auszeichnungen (Auswahl)
- 1987 erhielt er den Premio de Jovens Musicos.
- 1990 Premio 1. Clase de Conservatorio de Nice.
- 1992 erhielt er den Premio Jõao de Freitas Branco